# Rogério 157
Rogério Avelino da Silva (apelidado Rogério 157, nascido em 24 de dezembro de 1981, em Governador Valadares, Minas Gerais) é um criminoso brasileiro membro da facção Comando Vermelho. Ex-integrante dos Amigos dos Amigos, ele rompeu com a facção para chefiar o tráfico de drogas na favela da Rocinha, Rio de Janeiro, em 2017. Da Silva foi preso em uma megaoperação policial em dezembro do mesmo ano e atualmente acumula 61 anos de prisão em quatro condenações criminais.

## História
Da Silva nasceu em 24 de dezembro de 1981, em Governador Valadares, Minas Gerais e foi introduzido à carreira criminosa por Antonio Francisco Bonfim Lopes, também conhecido como Nem, atuando como seu segurança pessoal. Em agosto de 2010, ele fez parte de um assalto ao Hotel Intercontinental, localizado em São Conrado, que resultou em sua prisão após entrar em confronto com a polícia. Ele foi solto em 2012 após receber um hábeas corpus e fugiu da justiça.
Em 2017, da Silva rompeu com Lopes e a facção Amigos dos Amigos. Subsequentemente, ele afiliou-se ao Comando Vermelho e assumiu liderança da favela da Rocinha, a maior favela da américa latina. Em setembro do mesmo ano, ele foi o responsável pelo início de uma guerra sangrenta na comunidade.

## Prisão
Da Silva foi preso em 6 de dezembro de 2017 em uma megaoperação envolvendo a polícia civil, polícia militar e outros orgãos de segurança pública na zona norte do Rio de Janeiro. Ele acumulou quatro condenações desde o occorido, totalizando 61 anos de prisão.
Em 13 de agosto de 2024, da Silva foi condenado pelo Tribunal de Justiça do Rio de Janeiro a 64 anos de prisão pelo assassinato dos traficantes rivais Ítalo de Jesus Campos, o Perninha, Robson Silva Alves Porto e Wellington Cipriano da Silva Filho em agosto de 2017.
Em 11 de março de 2025, a Justiça do Rio de Janeiro decidiu manter em presídios federais três criminosos, incluindo o traficante Rogério 157.